# سیبروت
سیبروت (Siberut) از جزایر کشور اندونزی است که در شرق آسیا واقع شده است.